# Ceremoșne, Kovel
Ceremoșne (în ucraineană Черемошне) este un sat în comuna Krîcevîci din raionul Kovel, regiunea Volînia, Ucraina.

## Demografie
Componența lingvistică a localității Ceremoșne
     Ucraineană (100%)
Conform recensământului din 2001, toată populația localității Ceremoșne era vorbitoare de ucraineană (100%).